# Santos Reyes Pápalo
Santos Reyes Pápalo är en kommun i Mexiko.   Den ligger i delstaten Oaxaca, i den sydöstra delen av landet, 300 km sydost om huvudstaden Mexico City.
Följande samhällen finns i Santos Reyes Pápalo:
- El Girasol